# 双庙水库 (玉环)
28°05′51″N 121°15′13″E / 28.09737°N 121.25363°E
双庙水库，位于中华人民共和国浙江省台州市玉环市双庙村。

## 特点
双庙水库于1957年开始破土动工。1960年建成，1977年扩建坝基，处理副坝涵管漏水。水库总库容19.1万立方米，灌溉环城、双龙、西台等农田。工程总投资20.80万元，投工18万工。完成土石方21万立方米。2005年8月19日，水库放水隧洞出现漏水，当地进行抢险疏散，并于当天基本堵住漏水。8月21日开始抢修至8月30日完成。